# Betsy Thung Sin Nio
’Betsy’ Thung Sin Nio (Batavia, 22 mei 1902 – Eindhoven 5 januari 1996) was als (school)arts, lerares, econoom en feministe tijdens de eerste feministische golf voornamelijk actief in haar geboorteland Nederlands-Indië. Aldaar streed zij voor het kiesrecht voor Indonesische en Chinese vrouwen en werd ze in 1949 benoemd tot de eerste vrouw in de gemeenteraad van Jakarta.

## Jeugd en onderwijs
Betsy Thung Sin Nio werd op 22 mei 1902 geboren in Batavia, het hedendaagse Jakarta, in een rijke Chinese familie. Haar vader Thung Bouw Kiat was onder andere werkzaam als gemeenteraadslid, koopman en opzichter van een plantage. Thung wilde haar eigen geld verdienen en voltooide in 1924 de opleiding tot onderwijzeres. Ze was leergierig en wilde verder studeren en vertrok zodoende in 1925 naar Rotterdam om daar naast een opleiding aan de Handelshogeschool ook de hoofdakte voor onderwijzeres te behalen. Na een tijdelijke terugkeer naar Batavia, waar Thung werkzaam was als arts-assistente, voltooide ze in 1932 de opleiding economie en begon ze aan een studie medicijnen te Amsterdam. Nadat ze deze studie in 1938 had afgerond, keerde Thung terug naar haar geboorteplaats om als arts aan het werk te gaan.

## Loopbaan en feminisme
In Nederland was Thung geïnspireerd geraakt door de Herinneringen van Dr. Aletta Jacobs en was ze met Jacobs, en andere eerste-golf-feministen zoals Kee Groot, in contact gekomen. Geïnspireerd door Jacobs en Groot werd ze lid van de Rotterdamse afdeling van de Nederlandse Vereniging voor Vrouwenbelangen en Gelijk Staatsburgerschap (voorheen de Vereeniging voor Vrouwenkiesrecht). In haar opvattingen over het feminisme stond het stimuleren van economische onafhankelijkheid van vrouwen centraal. Tijdens haar tijdelijke terugkeer naar Batavia in 1929, richtte Thung naast haar werkzaamheden als arts-assistente dan ook een meisjesschool op om de drempel tot studie voor Chinese meisjes te verlagen.
In de jaren dertig ontmoette Thung tijdens haar studie geneeskunde feministen als Willemijn Posthumus-van der Goot en Mien van Wulfften Palthe-Broese van Groenou. Tevens steunde Thung Catharine van Tussenbroek in haar ambities om een vrouwenpartij te stichten, maar het lukte hen niet de partij van de grond te krijgen. Eenmaal permanent terug in Nederlands-Indië, in 1938, bleef ze aldaar actief in de vrouwenbeweging. Ze werd lid van de Nederlandsch-Indische Vereeniging voor Vrouwenbelangen en Gelijk Staatsburgerschap en sloot zich aan bij de Chinese Vrouwenbond (1938). Als lid van deze vereniging streed zij met succes voor het vrouwenkiesrecht voor Chinese en Indonesische vrouwen. Hoewel het stemrecht er begin jaren veertig kwam, werd het stemmen niet zo makkelijk gemaakt als voor Nederlandse vrouwen (die het stembiljet zonder aanvraag opgestuurd kregen). Tevens richtte ze naar het voorbeeld van Willemijn Posthumus-van der Goot een zogenaamde hutspotclub op. Hier kwamen vrouwen van verschillende klassen, standen en etnische achtergronden bij elkaar om samen te eten, waardoor de afstand tussen de verschillende groepen verkleind werd.

### De Tweede Wereldoorlog en latere leven
Na het aanbreken van de Tweede Wereldoorlog werd Nederlands-Indië vanaf 1942 bezet door Japan. Tijdens deze periode stichtte Thung in Batavia een ziekenhuis, uitsluitend geleid door vrouwen, waar ze zelf in allerlei capaciteiten werkzaam was.
Na de oorlog werd Thung in 1947 arts van alle schoolkinderen van Jakarta. Ze werd als 'eenvrouwspartij' benoemd tot het eerste vrouwelijke lid van de gemeenteraad van Jakarta. Ze bleef gemeenteraadslid tot 1951. In de jaren zestig vormde Thungs Chinese etniciteit een steeds groter probleem in Indonesië. Ondanks groeiende druk koos Thung ervoor om haar Chinese naam niet in te ruilen voor een Indonesische naam en in 1968 emigreerde ze definitief naar Nederland. Hier werd ze in 1983 geridderd in de Orde van Oranje-Nassau vanwege haar inzet voor vrouwenemancipatie tijdens de eerste feministische golf.
Betsy Thung Sin Nio overleed in 1996 te Eindhoven.